# Světové ocenění Alberta Einsteina za vědu
Světové ocenění Alberta Einsteina za vědu je každoroční cena udělovaná Světovým kulturním výborem jako uznání za vytvoření podmínek pro vědu a technologický výzkum.
Ocenění je pojmenované po Albertu Einsteinovi. Zahrnuje diplom, památeční medaili a finanční hotovost ve výši 10 000 amerických dolarů.

## Nositelé
- 2013 – Paul Nurse
- 2012 – Michael Grätzel
- 2011 – Geoffrey Alan Ozin
- 2010 – Julio Montaner
- 2009 – John T. Houghton
- 2008 – Ada Yonath
- 2007 – James F. Stoddart
- 2006 – Ahmed Zewail
- 2005 – John Hopfield
- 2004 – Ralph Cicerone
- 2003 – Martin Rees
- 2002 – Daniel Janzen
- 2001 – Niels Birbaumer
- 2000 – Frank Fenner
- 1999 – Robert Weinberg
- 1998 – Charles R. Goldman
- 1997 – Jean-Marie Ghuysen
- 1996 – Alec Jeffreys
- 1995 – Herbert H. Jasper
- 1994 – Sherwood Rowland
- 1993 – Ali Javan
- 1992 – Raymond Urgel Lemieux
- 1991 – Albert Fleckenstein
- 1990 – Gustav Nossal
- 1989 – Martin Kamen
- 1988 – Margaret Burbidge
- 1987 – Hugh Huxley
- 1986 – Monkombu S. Swaminathan
- 1985 – Werner Stumm
- 1984 – Ricardo Bressani